# Farná
Farná és un poble i municipi d'Eslovàquia de la regió de Nitra situat a la riba del riu Hron. Està situat en una zona de gran producció vinícola.

## Història
La primera menció escrita de la vila es remunta al 1156 on el poble hi apareix amb el nom de Fornod. Més endavant, el 1283, el trobem en la forma Furnod.

## Demografia
| Godina             | 1994 | 2004   | 2014   | 2024   |
| ------------------ | ---- | ------ | ------ | ------ |
| Nombre de persones | 1432 | 1450   | 1350   | 1327   |
| Diferència         |      | +1,25% | −6,89% | −1,70% |

| Godina             | 2023 | 2024   |
| ------------------ | ---- | ------ |
| Nombre de persones | 1317 | 1327   |
| Diferència         |      | +0,75% |